# Západní Makedonie
Západní Makedonie (řecky Περιφέρεια Δυτικής Μακεδονίας, Periferia Dytikis Makedonias) je jedním ze 13 krajů Řecka. Leží na severozápadě země, u hranice se Severní Makedonií a Albánií. Sousedí s řeckými kraji Epirus, Thesálie a Střední Makedonie. Hlavním městem je Kozani.

## Charakter kraje
Západní Makedonie je jediným plně vnitrozemským krajem Řecka. Největšími řekou v kraji je Aliákmon.
Území o rozloze 9451 km² obývá 303 000 obyvatel (2005); hustota osídlení je nízká, 32 obyv./km², což je dáno převážně hornatým povrchem.
Administrativně se kraj dělí na čtyři prefektury (Florina, Grevena, Kastoria, Kozani). Největší města jsou Kozani (50 000 obyv.), Ptolemaida, Grevena, Kastoria a Florina.
Je zde jediná železniční trať Soluň – Kozani – Florina. Severně od Floriny je silniční hraniční přechod do severomakedonské Bitoly.